# 1950.
1950. je šesto desetletje v 20. stoletju med letoma 1950 in 1959. 